# Verona (Missouri)
Verona è un comune degli Stati Uniti d'America, situato nello Stato del Missouri, nella contea di Lawrence.